# Valencia (Ecuador)
Valencia es una ciudad ecuatoriana; cabecera cantonal del Cantón Valencia, así como la sexta urbe más grande y poblada de la Provincia de Los Ríos. Se localiza al centro-norte de la región litoral del Ecuador, en una extensa llanura, en los flancos externos de la cordillera occidental de los Andes, a una altitud de 105 m s. n. m. y con un clima lluvioso tropical de 26 °C en promedio.
Es llamada "Jardín de Los Ríos" en honor a sus tierras netamente agrícolas. Tiene una población de 27.096 habitantes, lo que la convierte en la sexagésima primera ciudad más poblada del país. Forma parte del área metropolitana de Quevedo, pues su actividad económica, social y comercial está fuertemente ligada a Quevedo, siendo "ciudad dormitorio" para miles de trabajadores que se trasladan a aquella urbe por vía terrestre diariamente. El conglomerado alberga a 590.000 habitantes, y ocupa la sexta posición entre las conurbaciones del Ecuador.
Sus orígenes datan de inicios del siglo XX. Desde su fundación, la urbe ha presentado un acelerado crecimiento demográfico, debido a su ubicación geográfica, hasta establecer un poblado urbano, que sería posteriormente,uno de los principales núcleos urbanos de la provincia. Es uno de los más importantes centros administrativos, económicos, financieros y comerciales del norte de Los Ríos. Las actividades principales de la ciudad son la agricultura, el comercio y la ganadería.

## Toponimia
El nombre de Valencia se origina por el año de 1887 cuando se estableció a orillas de un estero, un hombre llamado Gregorio Valencia, quien se dedicaba a practicar la hechicería, razón por la que era conocido entre sus pobladores. Así estos empezaron a nombrar al estero como Estero Valencia y de a poco se conoció al caserío con dicho nombre.

## Historia

### Época prehispánica
En los territorios de Buena Fe, se asentó la Cultura Milagro-Quevedo. Existió desde aproximadamente 500 d. C., hasta la llegada de la invasión española alrededor del año 1500 d. C. Esta cultura prehispánica ocupó la zona comprendida entre las estribaciones occidentales de la cordillera de los Andes y las colinas del litoral ecuatoriano, constituyendo, con los Atacames, Jama II y Manteño-Huancavilca las últimas culturas en la costa ecuatoriana antes de la llegada de los primeros españoles en 1526, con quienes se iniciará el periodo de conquista y colonización.
Milagro-Quevedo constituye una de las culturas precolombinas que mayores territorios ocupó, pues su expansión comprendió todo el sistema fluvial del Guayas incluyendo sus dos grandes ríos Daule y Babahoyo, y todos sus afluentes.
Se definían étnicamente como chonos, sus miembros fueron consumados orfebres que trabajaron delicadamente el oro y la plata, y llevaban para su adorno personal hasta doce aretes (seis en cada oreja), no solo en el lóbulo sino alrededor del pabellón.
Uno de los rasgos que caracterizaban a esta cultura y quizá el más destacado fue la existencia de un gran número de Tolas en casi todo el territorio que ocuparon. A menudo estas Tolas se encuentran en grupos, pero las hay también aisladas. Los tamaños son variables, así como sus formas. Las más pequeñas suelen medir unos 10 metros de diámetro por apenas solo dos de altura, mientras que las más grandes pueden tener dimensiones impresionantes: más de 100 metros de longitud por unos 30 de altura y sobrepasando los 10 de altura.

### Actualidad

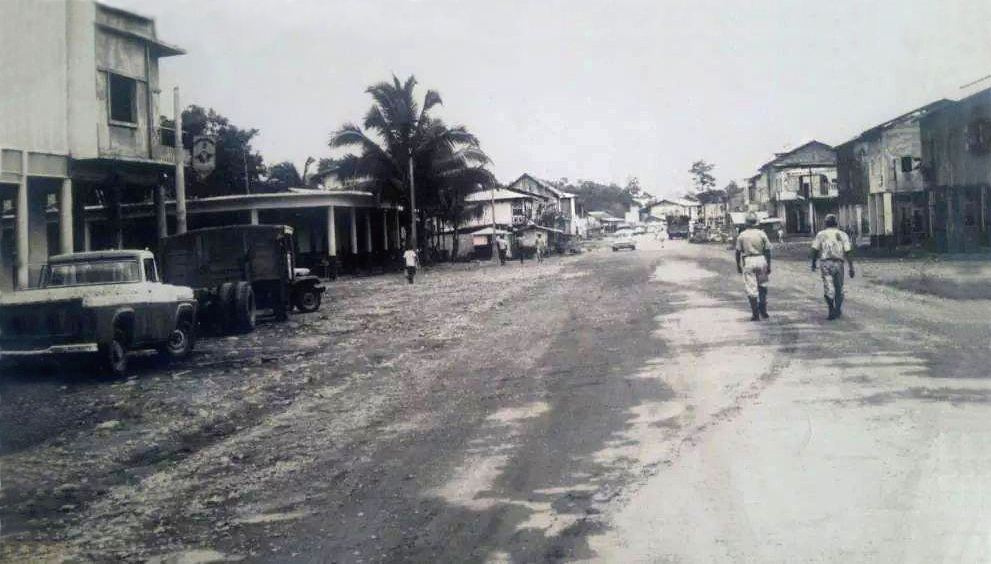
Ciudad de Valencia en el siglo XX

Antes de la creación de la Provincia de Los Ríos, existía un pueblo habitado por indios colorados que después tomó el nombre de San Pablo a orillas del río Pilaló. Con motivo de la destrucción del pueblo de San Pablo de los Colorados, sus habitantes se dispersaron por el río Pilaló.
Después de un largo ir y venir se asentaron en la zona de la hacienda Chicoleado y más tarde se logró la expropiación de la hacienda y se procedió a realizar gestiones para conseguir su parroquialización es así que el 16 de agosto de 1944 se consigue el propósito, siendo jurisdicción del cantón Quevedo. Valencia fue elevado a la categoría de cantón el 29 de diciembre de 1995 por el gobierno del arquitecto Sixto Durán Ballén, pero las autoridades seccionales establecieron que los festejos fueran trasladados al 13 de diciembre.

## Geografía
El suelo está un poco elevado, a unos 60 metros de altura sobre el nivel del mar. Los principales ríos de esta zona son el San Pablo, Quindigüa, Lulo, Manguila, que en el invierno se vuelven muy caudalosos. El clima de Valencia es de tipo tropical, la temperatura varía entre 20 y 32 grados centígrados. Valencia está dentro de una zona subtropical.

## Gobierno y política
Territorialmente, la ciudad de Valencia está organizada en tres parroquias urbanas. El término "parroquia" es usado en el Ecuador para referirse a territorios dentro de la división administrativa municipal.
La ciudad de y el cantón Valencia, al igual que las demás localidades ecuatorianas, se rige por una municipalidad según lo previsto en la Constitución de la República. El Gobierno Autónomo Descentralizado Municipal de Valencia, es una entidad de gobierno seccional que administra el cantón de forma autónoma al gobierno central. La municipalidad está organizada por la separación de poderes de carácter ejecutivo representado por el alcalde, y otro de carácter legislativo conformado por los miembros del concejo cantonal.
La Municipalidad de Valencia, se rige principalmente sobre la base de lo estipulado en los artículos 253 y 264 de la Constitución Política de la República y en la Ley de Régimen Municipal en sus artículos 1 y 16, que establece la autonomía funcional, económica y administrativa de la Entidad.

### Alcaldía
El poder ejecutivo de la ciudad es desempeñado por un ciudadano con título de Alcalde del Cantón Valencia, el cual es elegido por sufragio directo en una sola vuelta electoral sin fórmulas o binomios en las elecciones municipales. El vicealcalde no es elegido de la misma manera, ya que una vez instalado el Concejo Cantonal se elegirá entre los ediles un encargado para aquel cargo. El alcalde y el vicealcalde duran cuatro años en sus funciones, y en el caso del alcalde, tiene la opción de reelección inmediata o sucesiva. El alcalde es el máximo representante de la municipalidad y tiene voto dirimente en el concejo cantonal, mientras que el vicealcalde realiza las funciones del alcalde de modo suplente mientras no pueda ejercer sus funciones el alcalde titular.
El alcalde cuenta con su propio gabinete de administración municipal mediante múltiples direcciones de nivel de asesoría, de apoyo y operativo. Los encargados de aquellas direcciones municipales son designados por el propio alcalde. Actualmente el Alcalde de Valencia es el Ing. Daniel Macías López, elegido para el periodo 2023 - 2027, venciendo a Celso Fuertes, Jorge Troya y otros candidatos. Celso Fuertes es el antecesor.

### Concejo cantonal
El poder legislativo de la ciudad es ejercido por el Concejo Cantonal de Valencia el cual es un pequeño parlamento unicameral que se constituye al igual que en los demás cantones mediante la disposición del artículo 253 de la Constitución Política Nacional. De acuerdo a lo establecido en la ley, la cantidad de miembros del concejo representa proporcionalmente a la población del cantón.

### División Política
El cantón se divide en parroquias y la urbe tiene tres parroquias urbanas:
- La Unión
- Nueva Unión
- Valencia

## Demografía

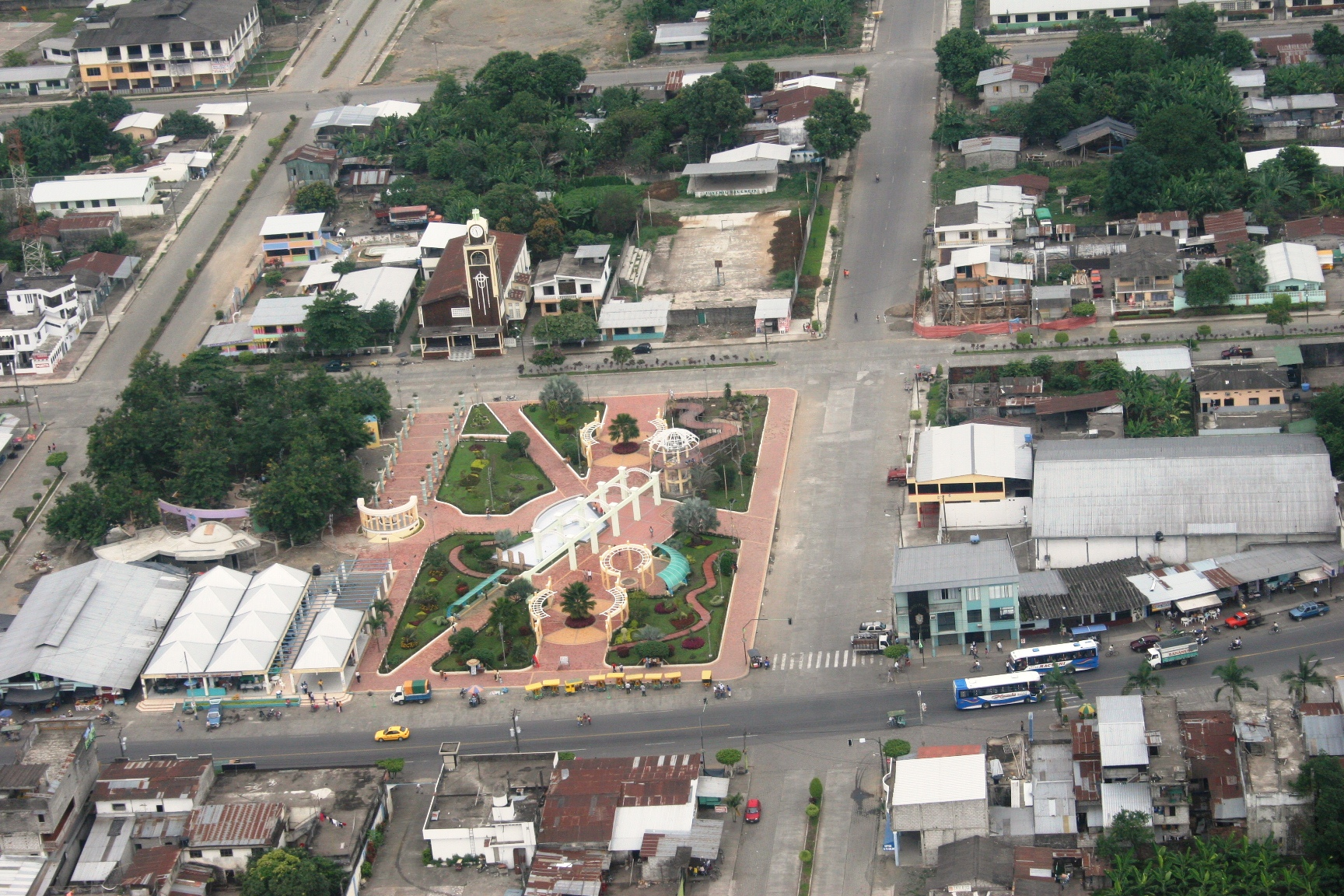
Vista aérea del parque central

Valencia es una ciudad localizada en la provincia de Los Ríos, en Ecuador. Su población en 2022 era de 22.996 habitantes. El 60 por ciento de los habitantes valencianos provienen de otras regiones del país.
Debido a su cercanía a Quevedo, Valencia forma parte del Área metropolitana de Quevedo, que incluye los cantones Quevedo, Mocache, Buena Fe, Valencia en la provincia Los Ríos, El Empalme de Guayas, Pichincha de Manabí y La Maná de Cotopaxi, colocándola como la 6.ª en posiciones de Áreas Metropolitanas del Ecuador y una de las más rápidas crecientemente.

## Cultura

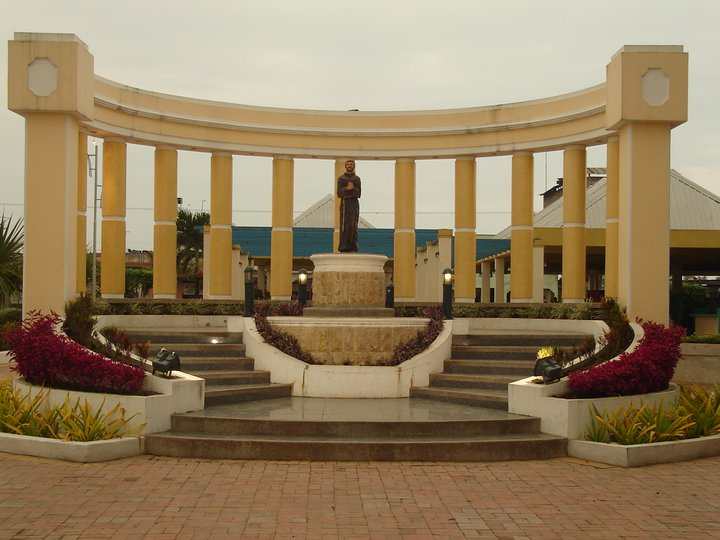
Monumento a San Francisco de Asís

### Educación
La ciudad cuenta con buena infraestructura para la educación. La educación pública en la ciudad, al igual que en el resto del país, es gratuita hasta la universidad (tercer nivel) de acuerdo a lo estipulado en el artículo 348 y ratificado en los artículos 356 y 357 de la Constitución Nacional. Varios de los centros educativos de la ciudad cuentan con un gran prestigio. La ciudad está dentro del régimen Costa por lo que sus clases inician los primeros días de abril y luego de 200 días de clases se terminan en el mes de febrero. La infraestructura educacional presentan anualmente problemas debido a sus inicios de clases justo después del invierno, ya que las lluvias por lo general destruyen varias partes de los plantes educativos en parte debido a la mala calidad de materiales de construcción, especialmente a nivel marginal.

### Tauromaquia
Una de las tradiciones que mantiene Valencia desde el inicio de su cantonización son las tradicionales ferias taurinas consideradas como unas de las mejores en la provincia de Los Ríos, que se la realiza anualmente para celebrar sus fiestas patronales de San Francisco de Asís, faena que se desarrolla los primeros días del mes de octubre de cada año.

### Gastronomía

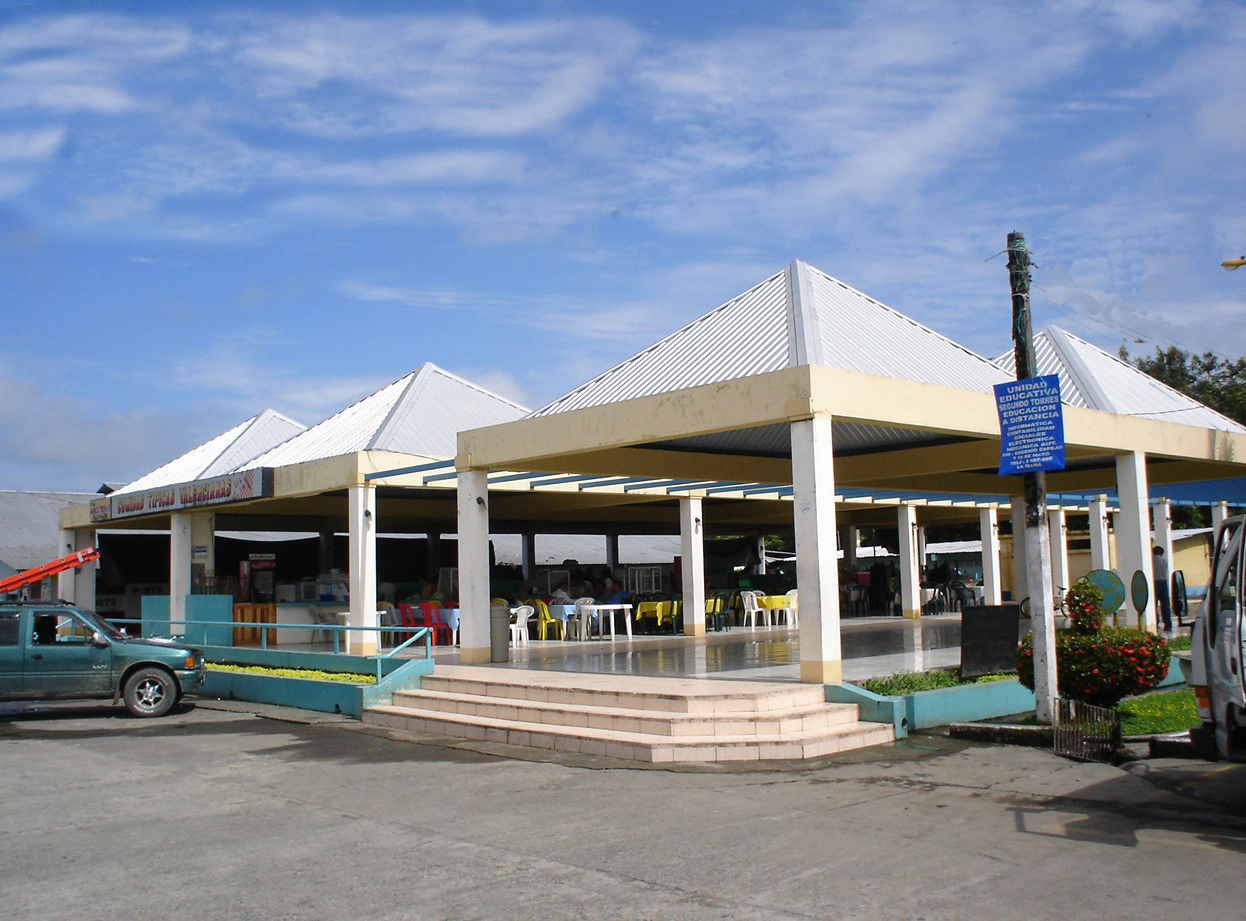
Patio de comidas.

Los platos valencianos más típicos son el Hornado, la tilapia y el caldo de manguera, entre otros.
Cuenta con un Mercado, muy bien organizado, donde se realiza la venta de todo tipo de hortalizas, legumbres y frutas de Costa y Sierra.

## Economía
La forman una gran cantidad de empacadoras de banano, piladoras, entre otras empresas. En el cantón se produce toda clase de productos agrícolas especialmente palma africana, banano, cacao, soya, café, plátano, arroz, maíz, maracuyá y una gran variedad de cítricos y frutas tropicales. También se desarrollan actividades ganaderas.

## Medios de comunicación
La ciudad posee una red de comunicación en continuo desarrollo y modernización. En la ciudad se dispone de varios medios de comunicación como prensa escrita, radio, televisión, telefonía, Internet y mensajería postal. 
- Telefonía: Si bien la telefonía fija se mantiene aún con un crecimiento periódico, esta ha sido desplazada muy notablemente por la telefonía celular, tanto por la enorme cobertura que ofrece y la fácil accesibilidad. Existen 3 operadoras de telefonía fija, CNT (pública), TVCABLE y Claro (privadas) y cuatro operadoras de telefonía celular, Movistar, Claro y Tuenti (privadas) y CNT (pública).

- Radio: En la localidad existe una gran cantidad de sistemas radiales de transmisión nacional y local, e incluso de provincias y cantones vecinos.

- Medios televisivos: La mayoría de canales son nacionales, aunque se ha incluido canales locales recientemente. El apagón analógico se estableció para el 31 de diciembre de 2023.[8]

## Deporte
La Liga Deportiva Cantonal de Valencia es el organismo rector del deporte en todo el Cantón Valencia y por ende en la urbe se ejerce su autoridad de control. El deporte más popular en la ciudad, al igual que en todo el país, es el fútbol, siendo el deporte con mayor convocatoria. El Club Deportivo Napoli y el Club Deportivo Montry son los equipos valencianos activos en la Asociación de Fútbol Profesional de Los Ríos, que participan en el Campeonato Provincial de Segunda Categoría de Los Ríos. Al ser una localidad pequeña en la época de las fundaciones de los grandes equipos del país, Valencia carece de un equipo simbólico de la ciudad, por lo que sus habitantes son aficionados en su mayoría de los clubes guayaquileños: Barcelona Sporting Club y Club Sport Emelec. 
El principal recinto deportivo para la práctica del fútbol es el 'Estadio Municipal de Valencia'. Es usado mayoritariamente para la práctica del fútbol y tiene capacidad para 5000 espectadores. El estadio es sede de distintos eventos deportivos a nivel local, así como es escenario para varios eventos de tipo cultural, especialmente conciertos musicales.

## Galería de imágenes

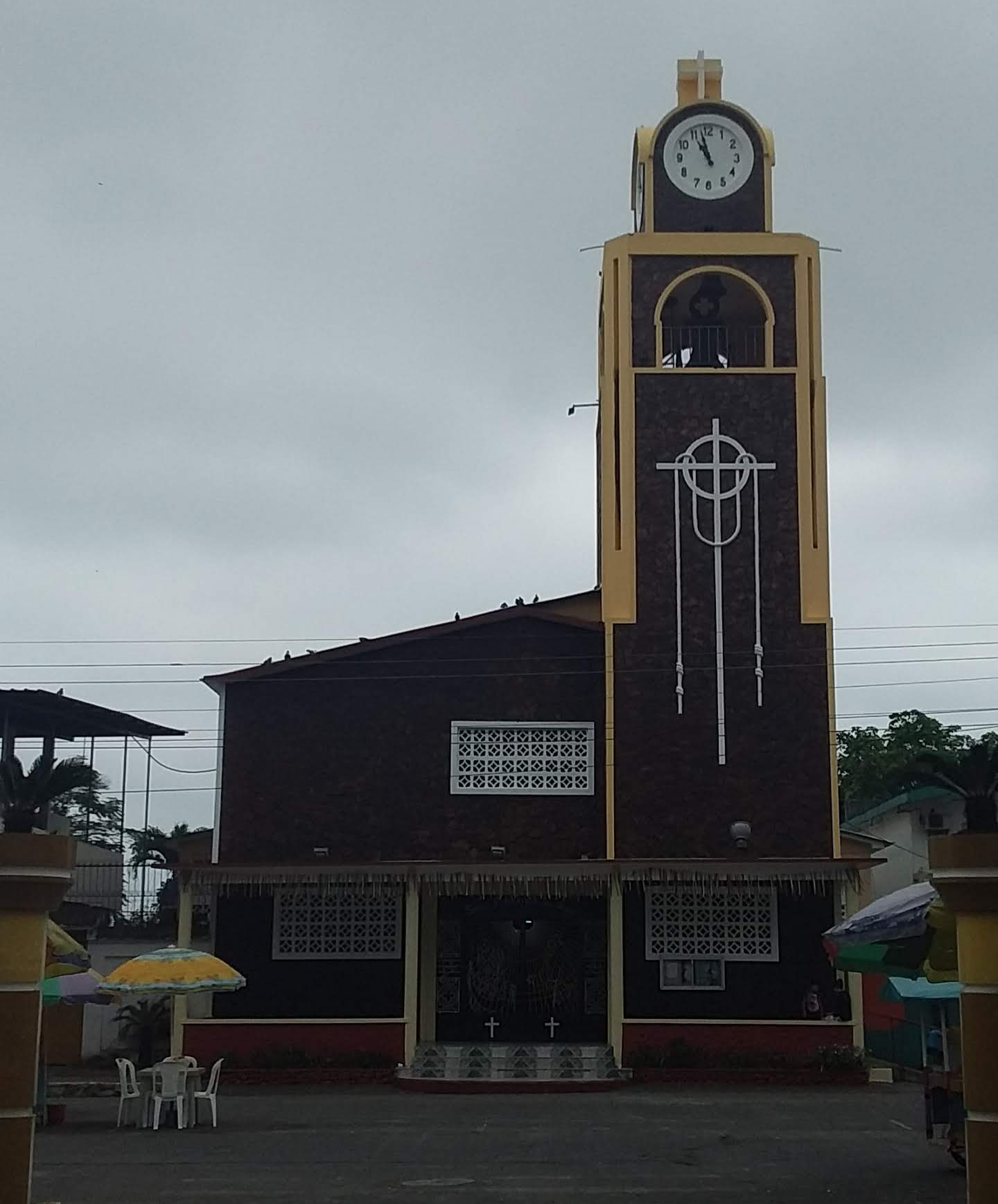
Iglesia de San Francisco de Asís.
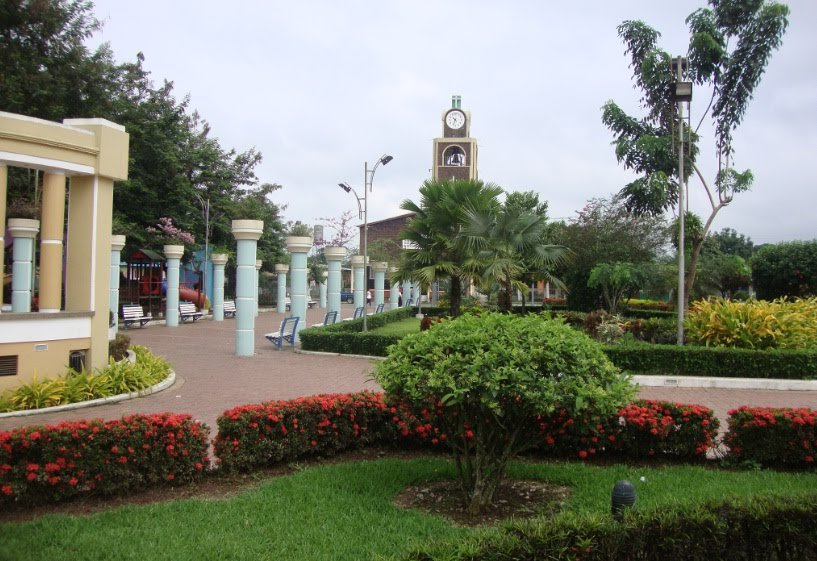
Parque central de Valencia.
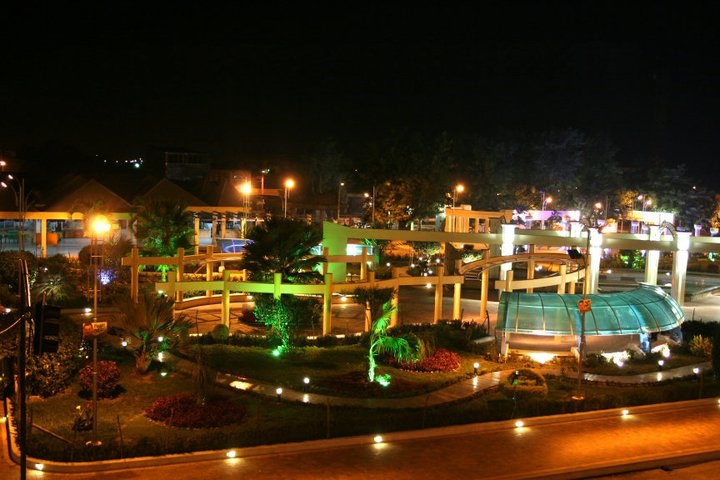
Vista nocturna del Parque central de Valencia.
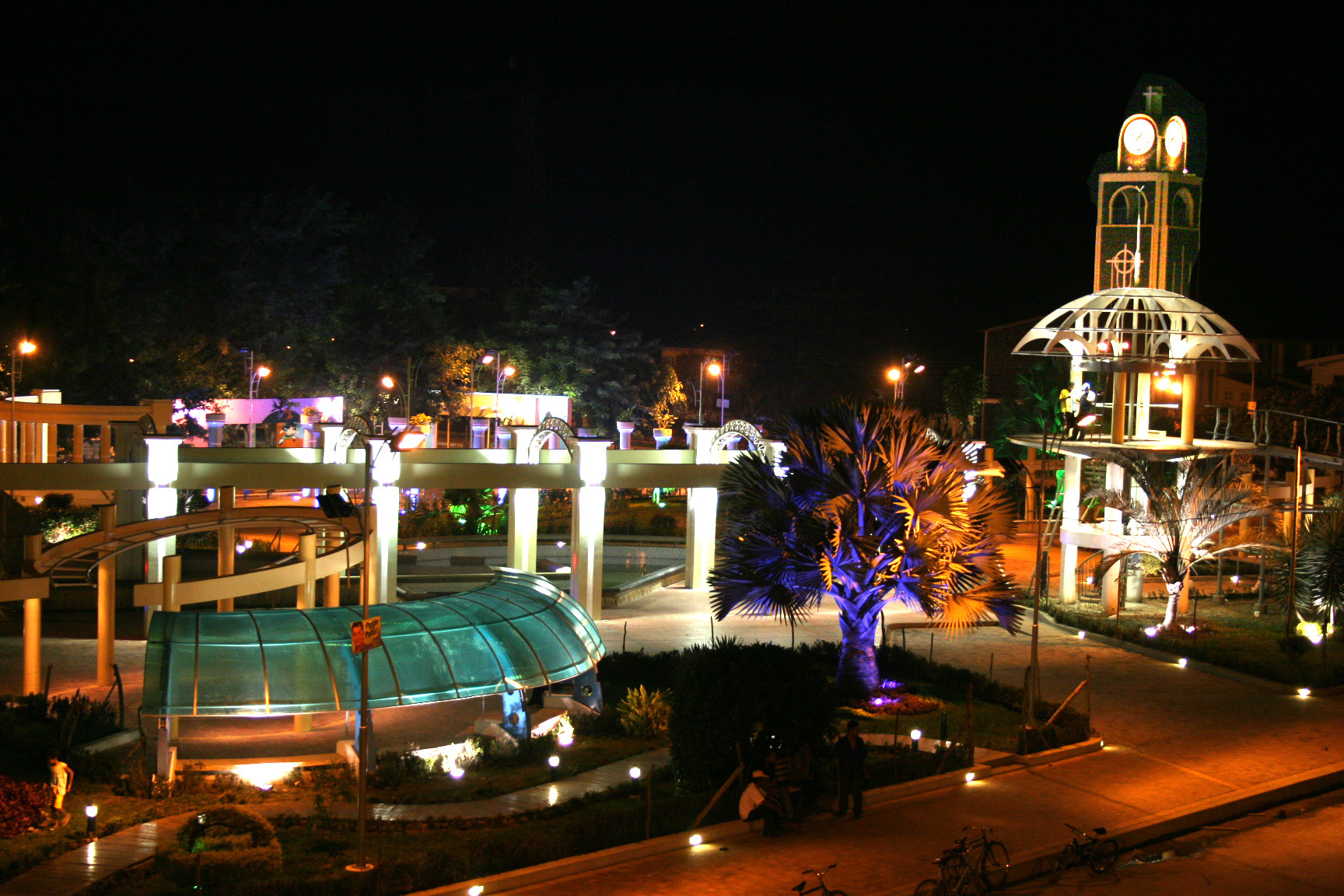
Vista nocturna del Parque e Iglesia de Valencia.
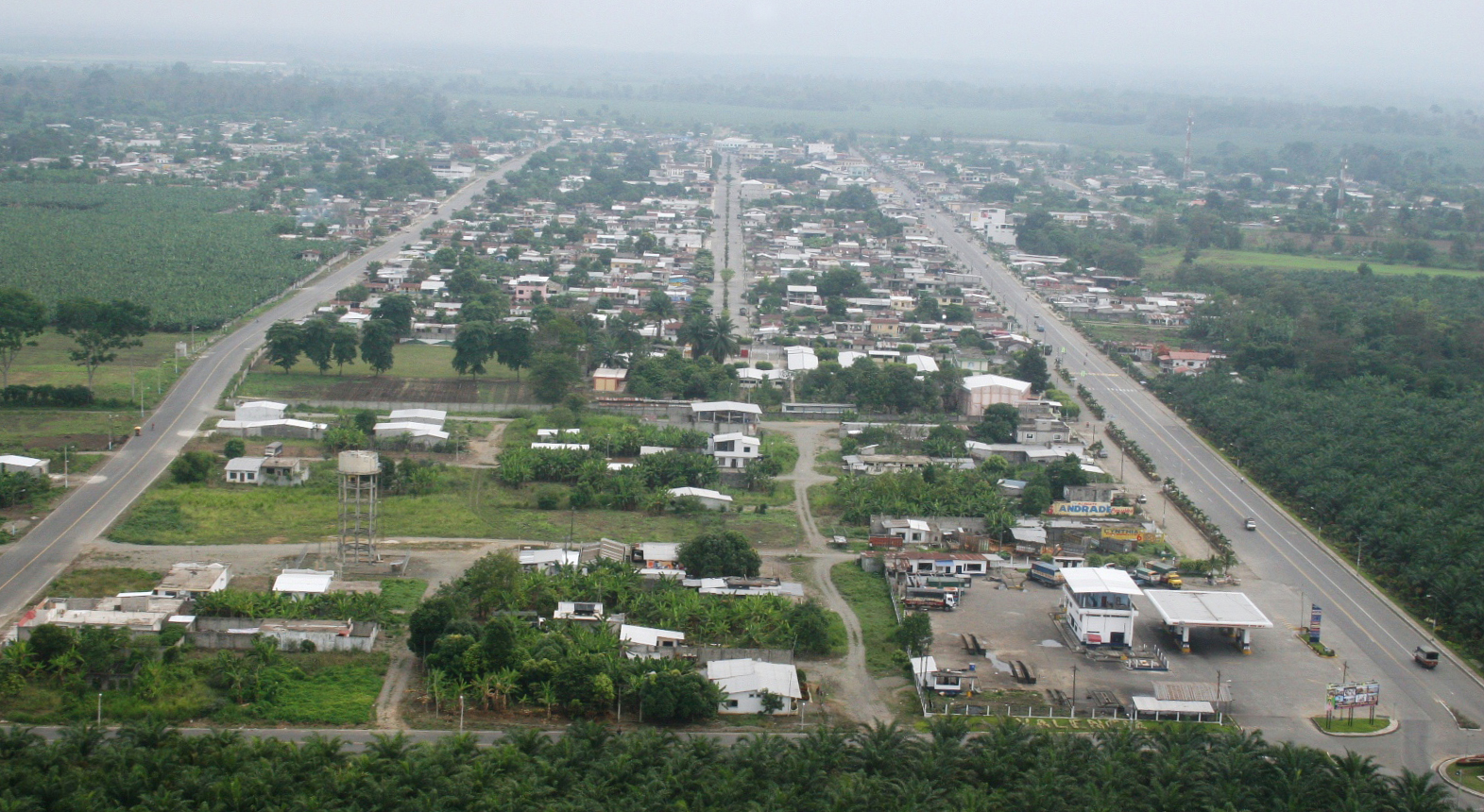
Vista aérea de la ciudad.